# 木曾中太
木曾 中太（きそ ちゅうた、生没年不詳）は、平安時代末期の武家。正六位下・右馬少允を務めた中原兼経の子とする資料がある。中原氏の長男を号した。
兄弟に木曾中三（中原兼遠）と中原兼保がいるとする説がある。

## 出自
木曾の中原氏は同地に根を張った豪族。父の兼経は朝廷で正六位下・右馬少允に叙任された後、信濃国佐久郡に移住し牧長を務めたとされる。

## 経歴
信濃国木曾地方に本拠を置く豪族。平安時代末期に保元の乱で源義朝・源為朝に従軍している。

## 伝承
中太の名前は兼氏であるとする伝承がある。
また、奈良井宿の鎮神社の伝承によれば、近衛天皇の頃に「中原権頭兼氏」という徳の厚い人が奈良井におり、村人に尊敬されていた。その人の死後、村人はその徳をしのび、社を今の鳥居峠に建て、のちに遷座したのが鎮神社であるという。